# Prassi
La prassi è una procedura abituale, una consuetudine nello svolgere una determinata attività, in diversi campi della società.

## Diritto
In diritto la "prassi" è una procedura, con riferimento ad attività regolate solo da norme generali e incomplete, non codificata in una legge o in un regolamento. Se riguarda l'ordinamento dei poteri dello Stato si intende riferirsi alla "prassi costituzionale, se fa riferimento a "interessi legittimi", si definisce "prassi amministrativa".

## Economia
Per buone "prassi" (best practice) si intendono le esperienze, le procedure o le azioni più significative, o comunque quelle che hanno permesso di ottenere i migliori risultati aziendali.

## Filosofia
Per "prassi" si intende in filosofia l'attività pratica, in quanto si contrappone all'attività teoretica o speculativa.
Qualora dia a quest'ultima una realizzazione concreta e attiva, soprattutto in ambito morale, si ricorre talora all'accezione di filosofia pratica. Per la dottrina aristotelica, «l'orizzonte degli eventi umani, e di conseguenza ogni discorso e ricerca che li riguardi, non può mai avere la stessa esattezza (akribeia) delle dimostrazioni scientifiche. L'agire umano si dispiega infatti in un mondo di contingenza che lo assegna per ben due volte a una peculiare “inesattezza”».
Il filosofo Giovanni Gentile dedicò all'analisi delle Tesi su Feuerbach il suo libro su La filosofia di Marx (1899). Gentile evidenzia la costante possibilità di un'interpretazione idealistico-soggettiva e volontaristica della filosofia di Marx, nel senso che, se questa filosofia è un filosofia della prassi, allora essa non può essere una filosofia materialistica, poiché la prassi è possibile solo in virtù di pensieri e volizioni dell’uomo in quanto ente storico, che si crea il proprio mondo. Questa interpretazione gentiliana della filosofia di Marx ha fortemente influenzato il marxismo di Gramsci, il quale definiva il marxismo, appunto, come «filosofia della prassi».